# 닐스 보어
닐스 헨리크 다비드 보어(덴마크어: Niels Henrik David Bohr 보르[*], [ˈne̝ls ˈhenrik ˈdavɪd ˈpoɐ̯ˀ]; 영어 발음: /níls bɔ́ːr/; 1885년 10월 7일 - 1962년 11월 18일)는 덴마크의 물리학자이다. 원자 구조의 이해와 양자역학의 성립에 기여했으며 훗날 이 업적으로 1922년에 노벨 물리학상을 받았다. 보어는 또한 철학자이자 과학적 연구의 발기인이기도 했다.
보어는 원자의 보어 모형을 개발했는데, 전자의 에너지 준위는 이산적이며, 전자는 원자핵 주위의 안정적인 궤도를 돌지만 한 에너지 준위(또는 궤도)에서 다른 에너지 준위로만 이동할 수 있다고 제안했다. 보어 모형은 후에 다른 모형으로 대체되었지만 그 기본 원칙은 여전히 유효하다. 그는 상보성 원리를 고안했다. 즉, 항목이 파동이나 입자의 흐름처럼 행동하는 것과 같은 모순된 속성의 관점에서 개별적으로 분석될 수 있다는 것이다. 상보성의 개념은 과학과 철학 모두에서 보어의 생각을 지배했다.
보어는 코펜하겐 대학교에 이론물리학 연구소(현재의 '닐스 보어 연구소')를 설립했으며, 이 연구소는 1920년에 문을 열었다. 보어는 한스 크라머르스, 오스카르 클라인, 게오르그 해베시, 베르너 하이젠베르크를 포함한 물리학자들을 멘토링하고 그들과 협력했다. 그는 발견된 코펜하겐의 라틴어 이름을 따서 하프늄으로 명명된 새로운 지르코늄-유사 원소의 존재를 예측했다. 나중에 원소 보륨이 그의 이름을 따서 명명되었다.
1930년대에 보어는 나치즘의 난민들을 도왔다. 덴마크가 독일에게 점령당한 후, 그는 독일 핵무기 프로젝트의 수장이 된 하이젠베르크와 유명한 만남을 가졌다. 1943년 9월 보어는 독일군에게 체포될 것이라는 소식을 듣고 스웨덴으로 도피했다. 그곳에서 그는 영국으로 가서 미국 맨해튼 프로젝트에 대한 영국 임무인 튜브 앨로이스에 관여했다. 전쟁이 끝난 후 보어는 원자력에 관한 국제적 협력을 촉구했다. 그는 유럽 입자 물리 연구소(CERN)와  덴마크 원자력위원회의 연구기관 리소(Research Establishment Risø of the Danish Atomic Energy Commission)의 설립에 참여했으며, 1957년 노르딕 이론물리학 연구소(Nordic Institute for Theoretical Physics)의 초대 회장이 되었다.

## 초년
보어는 1885년 10월 7일 덴마크 코펜하겐에서 크리스티안 보어Christian Bohr, 코펜하겐 대학교 생리학 교수와 부유한 덴마크 유대인 아들러 은행 가문 출신인 다비드 B. 아들러David B. Adler의 딸인 엘렌 보어Ellen Bohr(née Adler)의 세 자녀 중 둘째로 태어났다. 그에게는 누나 제니Jenny와 남동생 하랄드Harald가 있었다. 제니는 교사가 되었고, 하랄드는 수학자이자 축구선수가 되어 1908년 런던 하계 올림픽에서 덴마크 대표팀에서 뛰었다. 닐스도 열정적인 축구 선수이어서 닐스는 골키퍼로서 코펜하겐에 기반을 둔 (아카데믹 축구 클럽)에서 여러 경기에 함께 참가했다.

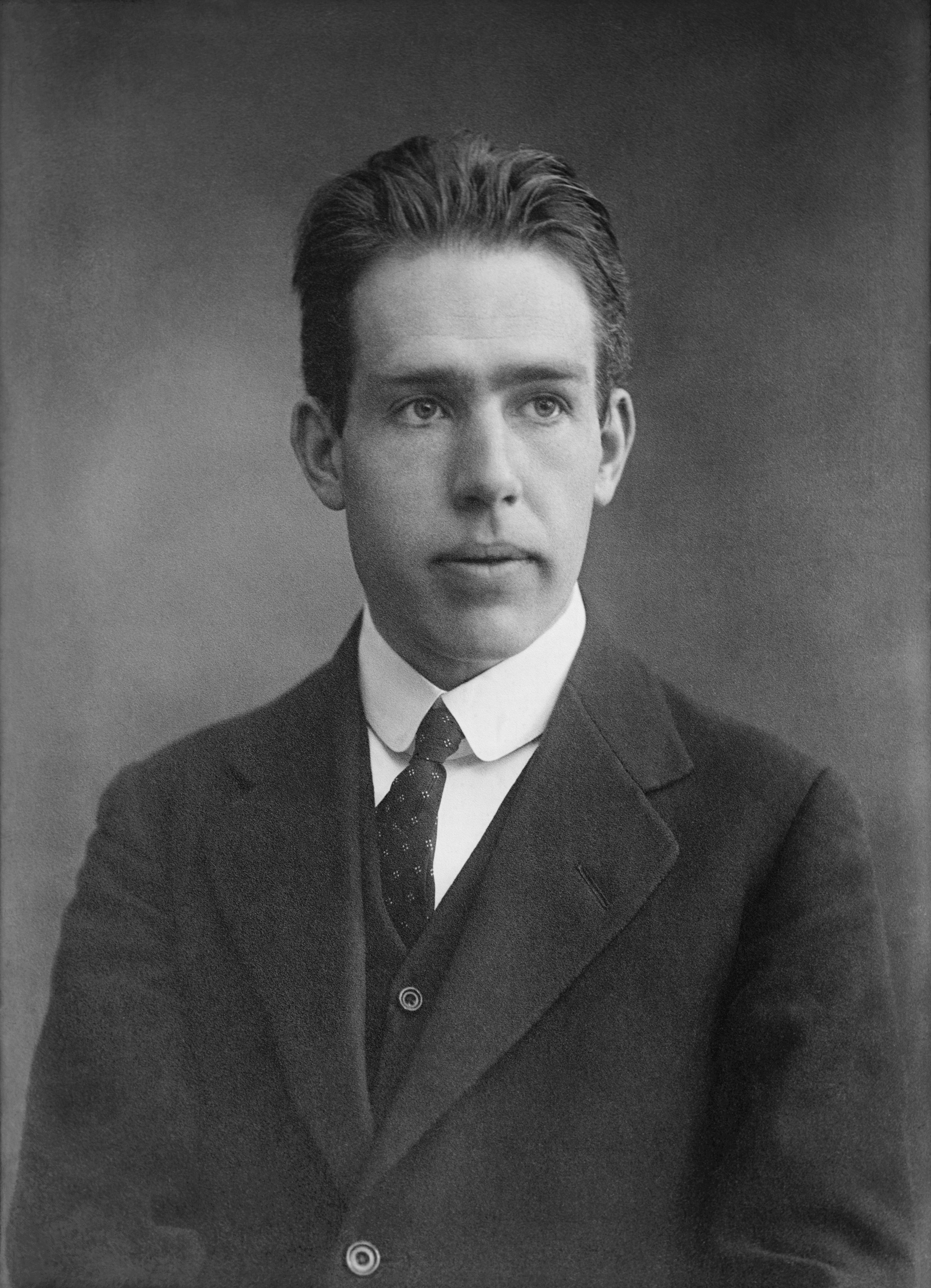
젊은 닐스 보어 1910년경

보어는 7살 때부터 가메홀름(Gammelholm) 라틴어 학교에서 교육을 받았다. 1903년 보어는 코펜하겐 대학교에 학부생으로 등록했다. 그의 전공은 물리학이었고 당시 대학의 유일한 물리학 교수인 크리스티안 크리스티안센Christian Christiansen 교수에게 배웠다. 그는 또한 토르발트 틸레Thorvald Thiele 교수에게 천문학과 수학을, 아버지의 친구인 하랄드 회프딩Harald Høffding 교수에게 철학을 공부했다.
1905년, 1879년에 존 레일리 경이 제안한 액체의 표면 장력 측정 방법을 조사하기 위해 덴마크 왕립 과학 및 문학 아카데미(Royal Danish Academy of Sciences and Letters)가 금메달 경쟁을 후원했다. 여기에는 워터 제트의 반지름의 진동 주파수 측정이 포함되었다. 보어는 대학에 있는 아버지의 실험실을 사용하여 일련의 실험을 수행했는데, 대학 자체에는 물리학 실험실이 없었다. 실험을 완료하기 위해 그는 필요한 타원형 단면을 가진 시험관을 만드는 자신의 유리 제품을 만들어야 했다. 그는 원래 작업을 넘어 물의 점도를 고려하고 바로 무한 진폭 대신 유한 진폭으로 작업함으로써 레일리의 이론과 그의 방법에 개선 사항을 통합했다. 마지막 순간에 제출한 그의 에세이가 상을 받았다. 그는 나중에 《왕립학회의 철학적 회보(The Philosophical Transactions of the Royal Society)》에 게재하기 위해 개선된 버전의 논문을 런던의 왕립 학회에 제출했다.
하랄드은 두 보어 형제 중 처음으로 석사를 취득했는데, 1909년 4월에 수학으로 학위를 받았다. 닐스는 그의 지도 교수인 크리스티안이 지정한 주제인 금속의 전자 이론에 대한 학위를 취득하는 데 9개월이 더 걸렸다. 보어는 이후 그의 석사논문을 훨씬 더 큰 규모의 철학박사(dr.phil) 논문으로 발전시켰다. 그는 폴 드루드Paul Drude가 가정하고 헨드릭 로런츠가 정교화한 금속의 전자가 기체처럼 행동하는 것으로 간주되는 모형에 착안하여 주제에 대한 문헌을 조사했다. 보어는 로런츠의 모델을 확장했지만 여전히 홀 효과와 같은 현상을 설명할 수 없었으므로 전자 이론이 금속의 자기적 특성을 완전히 설명할 수 없다고 결론지었다. 그 논문은 1911년 4월에 승인되었고, 보어는 5월 13일에 공식적 방어를 수행했다. 하랄은 한해 전년에 박사 학위를 받았다. 보어의 논문은 획기적인 것이었으나, 당시 코펜하겐 대학의 요구 사항이었던 덴마크어로 작성되었기 때문에 스칸디나비아 이외의 지역에서는 거의 관심을 끌지 못했다. 1921년, 네덜란드 물리학자 헨드리카 요한나 반 레우웬Hendrika Johanna van Leeuwen은 오늘날 보어-판레이우언 정리로 알려진 보어의 논문에서 독립적으로 정리를 도출했다.

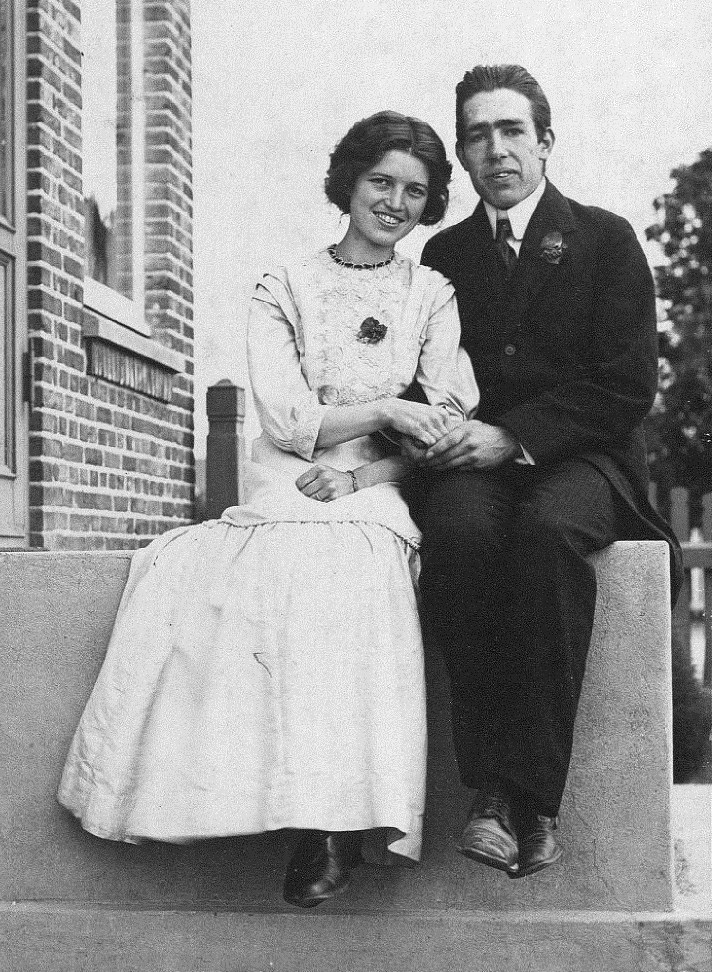
약혼한 닐스 보어와 마그레테 뇌룬트 1910년 (25세)

1910년, 보어는 수학자 닐스 에릭 뇌룬트Niels Erik Nørlund의 여동생인 마그레테 뇌룬트Margrethe Nørlund를 만났다. 보어는 1912년 4월 16일 덴마크 교회의 회원 자격을 사임했고, 그와 마그레테는 8월 1일 슬라겔세 시청에서 시민 의식으로 결혼식을 올렸다. 몇 년 후 그의 형제 하라드도 결혼하기 전에 교회를 떠났다. 보어와 마그레테에게는 6명의 아들이 있었다. 가장 나이가 많은 크리스티안Christian은 1934년에 보트 사고로 사망했고, 또 다른 하랄드Harald는 어린 시절 뇌수막염으로 사망했다. 오게 보어는 성공적인 물리학자가 되었고 1975년 그의 아버지와 마찬가지로 노벨 물리학상을 수상했다. 오게의 아들 빌헴 A. 보어는 코펜하겐 대학교와 미국 국립노화연구소(National Institute on Aging)에 소속된 과학자이다. 한스Hans는 의사가 되었으며, 에릭Erik은 화학 엔지니어, 그리고 에르네스트Ernest은 변호사가 되었다. 그의 삼촌 하랄드와 마찬가지로 에르네스트 보어Ernest Bohr는 1948년 런던 하계 올림픽에서 덴마크의 필드 하키를 하는 올림픽 선수가 되었다.

## 물리학

### 보어 모형
1911년 9월, 보어는 칼스버그 재단의 지원을 받아 영국을 여행했다. 당시에는 원자와 분자의 구조에 대한 이론적인 작업이 대부분 이루어지고 있던 곳이었다. 그는 케임브리지의 캐번디시 연구소와 트리니티 칼리지의 J. J. 톰슨을 만났다. 그는 제임스 진스와 조지프 라모어의 전자기학 강의에 참석하고 음극선에 대한 연구를 수행했지만 톰슨에게 깊은 인상을 주지는 못했다. 그는 오스트레일리아의 윌리엄 로런스 브래그 및 뉴질랜드의 어니스트 러더퍼드와 같은 젊은 물리학자들과 함께 더 많은 성공을 거두었다. 그의 1911년 작은 중앙 핵 러더포드 모형은 톰슨의 1904년 플럼 푸딩 모형(plum pudding model에 도전한 것이다. 보어는 맨체스터 빅토리아 대학교에서 박사후 과정을 수행하라는 러더퍼드의 초청을 받았고, 거기서 보어는 게오르그 드 헤베시와 찰스 갈턴 다윈Galton Darwin(보어가 "진정한 다윈의 손자"라고 부름)을 만났다.
보어는 결혼식을 위해 1912년 7월 덴마크로 돌아왔고 신혼 여행으로 잉글랜드와 스코틀랜드를 여행했다. 귀국 후 그는 코펜하겐 대학의 프리바트도젠트(Privatdozent)가 되어 열역학에 대한 강의를 했다. 마르틴 쿤드센Martin Knudsen은 1913년 7월에 승인된 도슨트를 위해 보어의 이름을 내세웠고, 보어는 의대생들을 가르치기 시작했다. 나중에 "3부작the trilogy"으로 유명해진 그의 3편의 논문은 그해 7월, 9월, 11월에 《철학적 잡지(Philosophical Magazine)》에 게재되었다. 그는 러더퍼드의 핵 구조를 막스 플랑크의 양자 이론에 적용하여 원자의 보어 모형을 만들었다.
원자의 행성 모델은 새로운 것이 아니었지만 보어의 처리는 새로웠다. 1912년 다윈의 논문에서 알파 입자와 핵의 상호작용에서 전자의 역할에 관한 논문을 출발점으로 삼아, 그는 원자를 안정시키기 위해 원자핵 주위를 양자화된 "정지 상태"의 궤도로 이동하는 전자 이론을 발전시켰지만, 그가 각 원소의 화학적 특성이 원자의 외부 궤도에 있는 전자의 수에 의해 크게 결정된다는 것을 보여준 것은 1921년 논문이 되어서였다. 그는 전자가 이산 에너지 양자를 방출하는 과정에서 더 높은 에너지 궤도에서 더 낮은 궤도로 떨어질 수 있다는 아이디어를 도입했다. 이것은 현재 구 양자 이론(old quantum theory)으로 알려진 것의 기초가 되었다.

수소 원자(hydrogen atom)의 보어 모형. 원자 궤도에 국한된 음전하를 띤 전자는 작고 양전하를 띤 핵 주위를 돌고 있으며; 궤도 사이의 양자 점프는 방출되거나 흡수된 전자기파의 양을 동반한다.

20세기 원자 모형의 진화: 톰슨, 러더포드, 보어, 하이젠베르크/슈뢰딩거

1885년 요한 발머는 수소 원자의 가시 스펙트럼 선들을 설명하기 위해 발머 계열을 고안했다.
{\displaystyle {\displaystyle {\frac {1}{\lambda }}=R_{\mathrm {H} }\left({\frac {1}{2^{2}}}-{\frac {1}{n^{2}}}\right)\quad {\text{for}}\ n=3,4,5,...}}

여기서 λ는 흡수되거나 방출된 빛의 파장이고 RH는 뤼드베리 상수이다. 발머의 공식은 추가 분광선의 발견으로 확증되었지만, 30년 동안 아무도 그것이 작동하는 이유를 설명할 수 없었다. 그의 3부작의 첫 번째 논문에서, 보어는 자신의 모형으로부터 이를 도출할 수 있어서:

{\displaystyle R_{Z}={2\pi ^{2}m_{e}Z^{2}e^{4} \over h^{3}}}

여기서 {\displaystyle m_{e}}는 전자의 질량, {\displaystyle e}는 전하, {\displaystyle h}는 플랑크 상수, {\displaystyle Z}는 원자의 원자 번호(수소의 경우 1)이다.
이 모형의 첫 번째 장애물은 발머의 공식에 맞지 않는 라인인 피커링 시리즈(Pickering series)였다. 알프레드 파울러Alfred Fowler가 이에 대한 도전을 받았을 때 보어는 이온화된 헬륨, 즉 전자가 하나뿐인 헬륨 원자에 의해 발생했다고 대답했다. 보어 모형은 그러한 이온에 대해 작동하는 것으로 밝혀졌다. 톰슨, 레일리 및 헨드릭 로런츠와 같은 많은 나이든 물리학자들은 3부작을 좋아하지 않았지만 러더퍼드, 다비드 힐베르트, 알베르트 아인슈타인, 엔리코 페르미, 막스 보른 및 아르놀트 조머펠트를 포함한 젊은 세대는 그것을 획기적인 것으로 보았다. 삼부작의 수용은 전적으로 다른 모형을 방해하는 현상을 설명하고 실험에 의해 이후에 검증된 결과를 예측하는 능력 때문이었다. 오늘날 원자의 보어 모델은 대체되었지만 고등학교 물리학 및 화학 교과서에 자주 등장하기 때문에 여전히 가장 잘 알려진 원자 모형이다.
보어는 의대생을 가르치는 것을 좋아하지 않았다. 그는 러더퍼드가 임기가 만료된 다윈 대신 리더(reader)로 일할 것을 제안해 맨체스터로 돌아가기로 결정했다. 그는 코펜하겐 대학교에서 휴직을 했으며, 동생 하랄드, 한나 아들러Hanna Adler와 함께 티롤에서 휴가를 보내기 시작했다. 그곳에서 그는 괴팅겐 대학교와 뮌헨 루트비히 막시밀리안 대학교를 방문하여 좀머펠트를 만나 3부작에 대한 세미나를 진행했다. 그들이 티롤에 있는 동안 1차 세계대전이 발발하여 덴마크로 돌아가는 여행과 보어가 이어지는 1914년 10월에 도착한 마그레테와 함께 영국으로 항해는 대단히 복잡했다. 그들은 1916년 7월까지 머물렀으며, 그때까지 그는 코펜하겐 대학교에서 그를 위해 특별히 만들어진 이론물리학 교수로서 임명되었다. 그의 도슨트 자격이 동시에 폐지되었기 때문에 그는 여전히 의대생들에게 물리학을 가르쳐야 했다. 새로 임명된 교수들은 공식적으로 국왕 크리스티안 10세에게 소개되었는데, 국왕은 그렇게 유명한 축구 선수를 만난 기쁨을 표현했다.

### 물리학 연구소
1917년 4월 보어는 이론물리학 연구소를 설립하기 위한 캠페인을 시작했다. 그는 덴마크 정부와 칼스버그 재단의 지원을 받았고 산업계와 개인 기부자도 상당한 기여를 했으며 대부분이 유대인이었다. 연구소를 설립하는 법률은 1918년 11월에 통과되었다. 현재 닐스 보어 연구소로 알려진 이 연구소는 1921년 3월 3일에 보어가 소장으로 문을 열었다. 그의 가족은 1층에 있는 아파트로 이사했다.  보어의 연구소는 1920년대와 1930년대에 양자역학 및 관련 주제에 대한 연구원들의 초점 역할을 했으며, 당시 세계에서 가장 잘 알려진 이론물리학자들은 대부분 그의 연구소에서 시간을 보냈다. 일찍 도착한 사람들은 네덜란드의 한스 크라머르스, 스웨덴의 오스카르 클레인, 헝가리의 개오르그 드 헤베시, 폴란드의 보이치에흐 루비노비치Wojciech Rubinowicz, 노르웨이의 스베인 로셀란트Svein Rosseland이다. 보어는 원만한 호스트이자 저명한 동료로서 널리 인정받았다. 클레인과 로셀란트는 연구소가 문을 열기도 전에 첫 출판물을 제작했다.

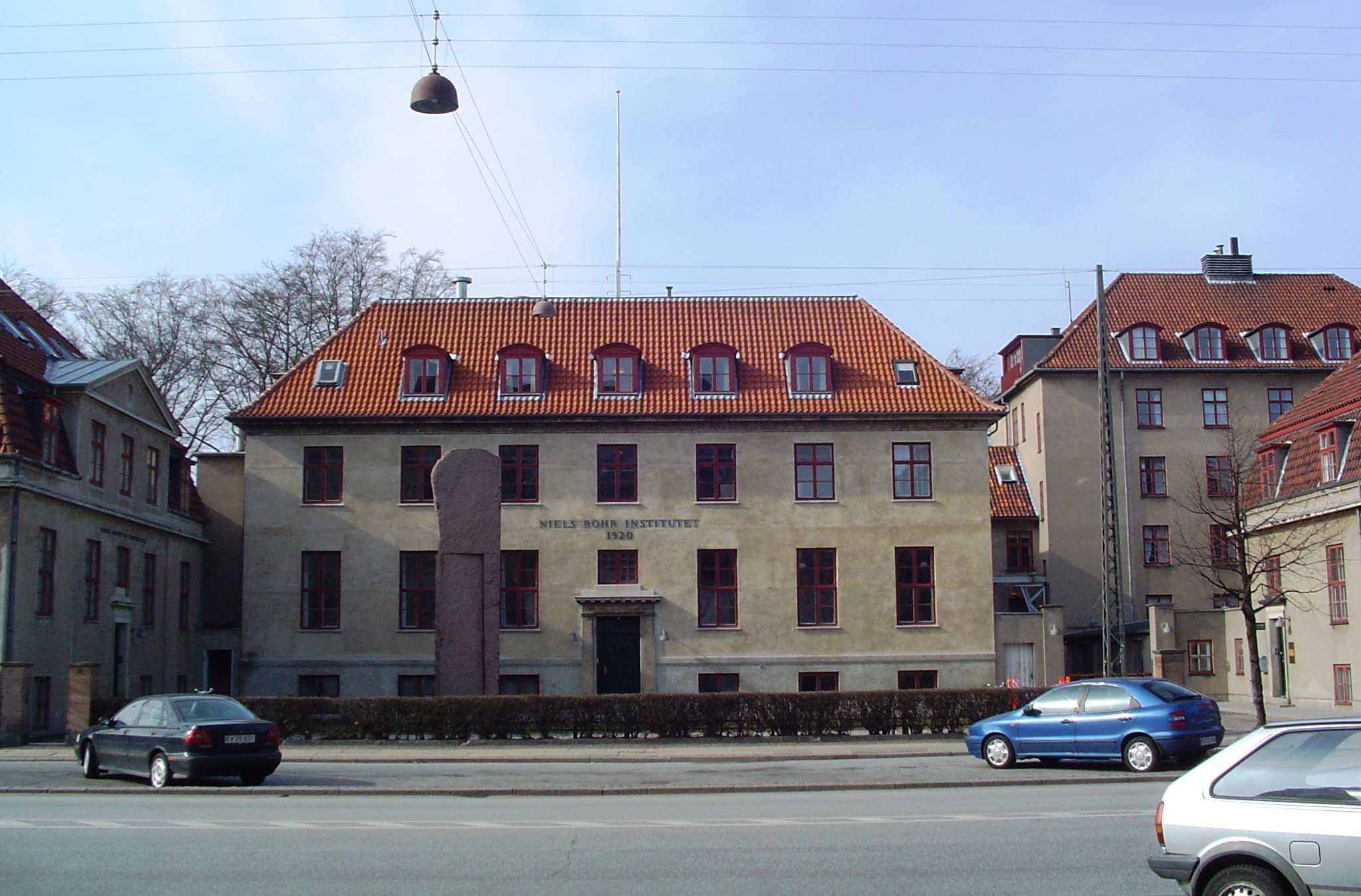
닐스 보어 연구소 2005년

 보어 모형은 아인슈타인에게 깊은 인상을 준 수소와 이온화된 단일 전자 헬륨에 대해 잘 작동했지만, 더 복잡한 요소를 설명할 수 없었다. 1919년까지, 보어는 전자가 핵 주위를 공전한다는 생각에서 벗어나 전자를 기술하는 휴리스틱 이론을 개발했다. 희토류 원소는 화학적으로 매우 유사하기 때문에 화학자들에게 특별한 분류 문제를 제기했다. 중요한 발전은 1924년 볼프강 파울리의 파울리 배타원리의 발견과 함께 이루어졌으며, 이는 보어의 모형을 확고한 이론적 토대 위에 놓았다. 그 후 보어는 아직 발견되지 않은 원소 72가 희토류 원소가 아니라 지르코늄과 유사한 화학적 성질을 가진 원소라고 선언할 수 있었다. (원소들은 1871년부터 화학적 성질에 의해 예측되고 발견되었다.) 프랑스 화학자 조르주 어뱅Georges Urbain은 희토류 원소 72를 발견했다고 주장했으며 그는 이를 "celtium"이라고 불렀다. 코펜하겐 연구소에서 더크 코스터Dirk Coster와 게오르그 드 헤베시는 보어가 옳고 어뱅이 그르다는 것을 증명하는 도전에 착수했다. 미지의 원소의 화학적 특성에 대한 명확한 아이디어로 시작하여 검색 과정을 크게 단순화했다. 그들은 지르코늄과 같은 원소를 찾기 위해 코펜하겐 광물학 박물관에서 샘플을 조사했고 곧 찾았다. 그들이 하프늄(하프니아(Hafnia)는 코펜하겐의 라틴어 이름)이라고 명명한 원소는 금보다 더 흔한 것으로 밝혀졌다.
1922년 보어는 "원자의 구조와 원자에서 방출되는 복사선의 연구에 대한 공로"로 노벨 물리학상을 수상했다. 따라서 이 상은 3부작과 양자역학의 신흥 분야에서 그의 초기 주도적 업적을 인정했다. 그의 노벨 강연에서 보어는 청중에게 그가 공식화한 대응 원리를 포함하여 원자의 구조에 대해 당시 알려진 것에 대한 포괄적인 조사를 제공했다. 이것은 양자 이론에 의해 설명되는 시스템의 거동이 큰 양자수의 한계에서 고전물리학을 재현한다는 것을 나타낸다.
1923년 아서 콤프턴에 의한 콤프턴 산란의 발견은 대부분의 물리학자들에게 빛이 광자로 구성되어 있으며 에너지와 운동량이 전자와 광자 사이의 충돌에서 보존된다는 것을 확신시켰다. 1924년, 보어, 크레이머, 그리고 코펜하겐 연구소에서 일하는 미국 물리학자 존 C. 슬레이터John C. Slater는 보어-크라머르스-슬레이터 이론(Bohr–Kramers–Slater theory)(BKS)을 제안했다. 그 발전된 아이디어가 정량적으로는 작동하지 않았기 때문에 완전한 물리 이론이라기보다 프로그램에 가까웠다. BKS 이론은 전자기장의 고전파 기술에 양자 제한을 가하여 양자 현상을 취급하는 구 양자 이론을 기반으로 물질과 전자기 복사의 상호 작용을 이해하려는 마지막 시도가 되었다.
보어 궤도의 (다른) 겉보기 주파수가 아닌 흡수 및 방출 주파수에서 "가상 진동자(virtual oscillators)"를 사용하여 입사 전자기 복사 하에서 원자 거동을 모델링함으로써 막스 보른, 베르너 하이젠베르크 및 크라머르스는 다른 수학적 모형을 탐구하게 되었다. 그들은 현대 양자역학의 첫 번째 형태인 행렬 역학의 발전을 이끌었다. BKS 이론은 또한 구 양자 이론의 기초에 있는 어려움에 대한 토론을 일으키고 새로운 관심을 불러일으켰다. BKS의 가장 도발적인 요소인 운동량과 에너지는 각 상호 작용에서 반드시 보존되는 것은 아니며 통계적으로만 보존된다는 것이 발터 보테와 한스 가이거가 수행한 실험과 충돌하는 것으로 곧 밝혀졌다. 이러한 결과에 비추어서, 보어는 다윈에게 "우리의 혁명적 노력을 가능한 한 명예로운 장례식으로 바치는 것 외에는 할 일이 없습니다"라고 알렸다.

### 양자역학
1925년 11월 조지 울렌벡George Uhlenbeck과 사무엘 구드스미트Samuel Goudsmit의 [스핀] 도입은 이정표였다. 다음 달, 보어는 헨드릭 로런츠의 박사학위 취득 50주년 기념 행사에 참석하기 위해 라이덴으로 여행했다. 그의 기차가 함부르크에 정차했을 때 볼프강 파울리와 오토 슈테른이 그를 만나 스핀 이론에 대한 의견을 물었다. 보어는 전자와 자기장 사이의 상호작용에 대한 우려를 지적했다. 그가 라이덴에 도착했을 때 파울 에렌페스트와 알버트 아인슈타인은 보어에게 아인슈타인이 상대성이론을 사용하여 이 문제를 해결했다고 알렸다. 그런 다음 보어는 울렌벡과 구드스미트에게 이것을 그들의 논문으로 구체화하게 했다. 그렇게, 그가 돌아오는 길에 괴팅겐에서 베르너 하이젠베르크와 파스쿠알 요르단을 만났을 때, 그는 자신의 말로, "전자 자기 복음의 예언자"가 되었다.

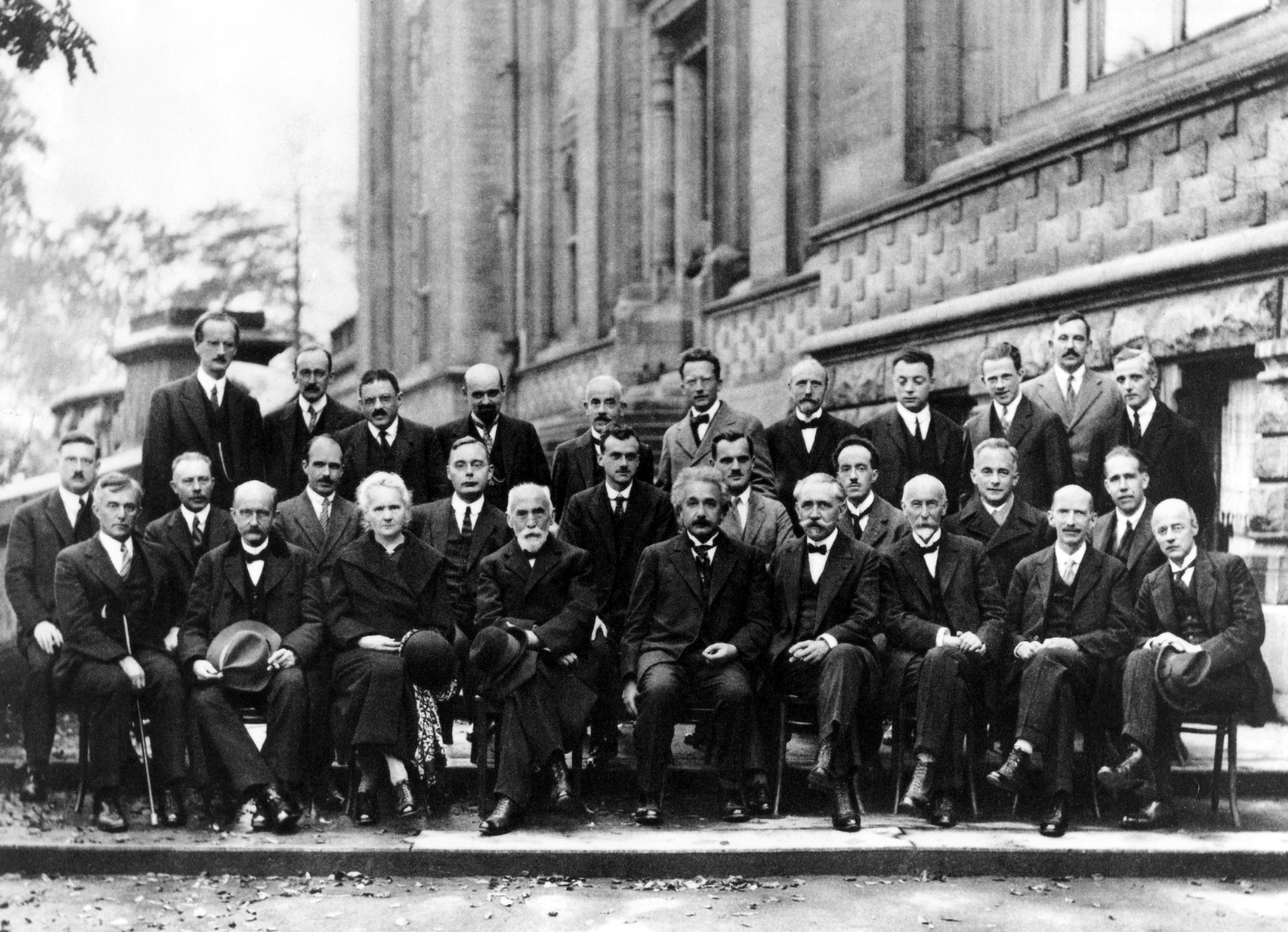

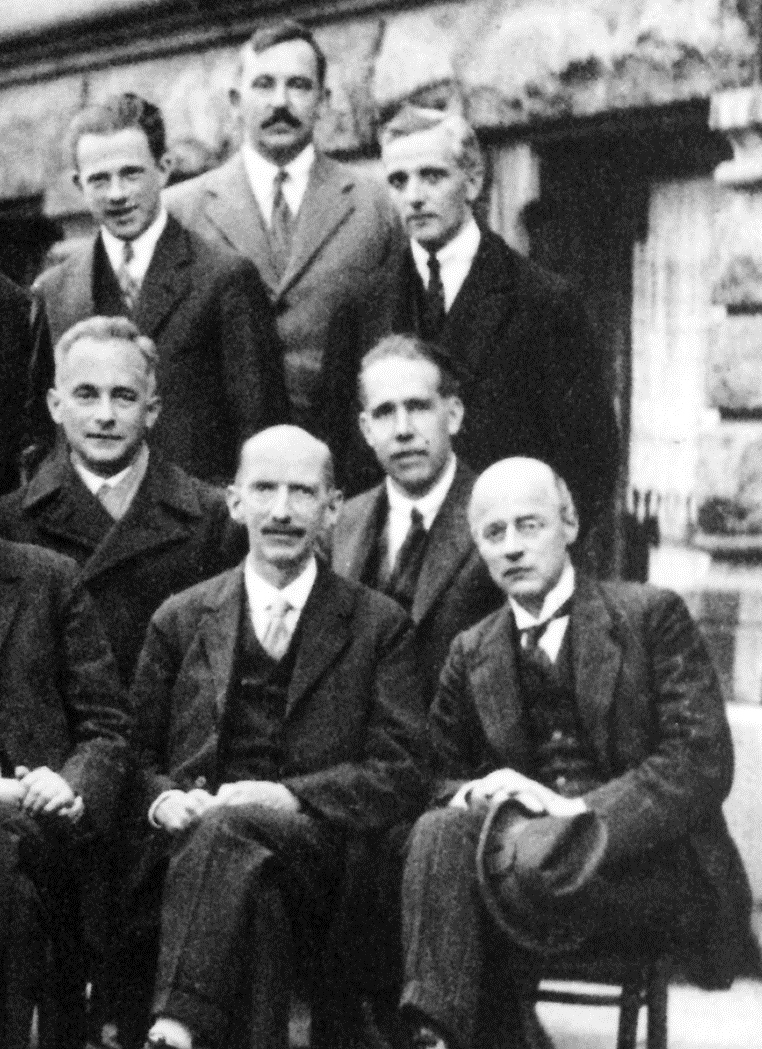
1927년 10월 브뤼셀에서 열린 솔베이 회의. 보어는 막스 보른 옆 가운데 줄 오른쪽에 있다.

하이젠베르크는 1924년에 처음으로 코펜하겐에 왔다가 1925년 6월에 괴팅겐으로 돌아와 양자 역학의 수학적 기초를 개발했다. 괴팅겐에 있는 막스 보른에게 결과를 보여주었을 때 보른은 행렬을 사용하여 가장 잘 표현할 수 있다는 것을 깨달았다. 이 작업은 1926년 9월에 6개월 동안 코펜하겐에 온 영국 물리학자 폴 디랙의 관심을 끌었다. 오스트리아 물리학자 에르빈 슈뢰딩거도 1926년에 방문했다. 파동 역학을 사용하여 고전적인 용어로 양자 물리학을 설명하려는 그의 시도는 보어는, "수학적 명확성과 단순성에 많은 기여를 하여 이전 형태의 양자 역학을 뛰어넘는 엄청난 발전"이라고 믿었다.
크라머르스가 1926년 위트레흐트 대학교의 이론물리학 교수 자리를 차지하기 위해 연구소를 떠났을 때, 보어는 하이젠베르크가 돌아와서 코펜하겐 대학교의 크라머르스의 자리의 강사(lektor)로 임명되었다. 하이젠베르크는 1926년부터 1927년까지 코펜하겐에서 대학 강사이자 보어의 조수로 일했다.
보어는 빛이 파동과 입자 둘 다처럼 행동한다는 것을 확신하게 되었고, 1927년 실험을 통해 (전자와 같은) 물질도 파동처럼 행동한다는 드 브로이 가설을 확인했다. 그는 상보성의 철학적 원리를 생각했다. 즉, 항목들은 실험적 틀에 따라 파동이나 입자의 흐름과 같이 명백하게 상호 배타적인 속성을 가질 수 있다는 것이다. 그는 그것이 전문 철학자들에 의해 완전히 이해되지 않는다고 느꼈다.
1927년 2월 하이젠베르크는 감마선 현미경을 통해 전자를 관찰하는 사고 실험을 사용하여 불확정성 원리의 첫 번째 버전을 개발했다. 보어는 하이젠베르그의 주장에 만족하지 않았는데, 전자의 특성이 측정된 맥락과 별도로 논의될 수 없다는 보다 급진적인 생각이 아니라 측정이 이미 존재하는 특성을 방해하기만 하면 되기 때문이었다. 1927년 9월 코모에서 열린 [[w:Volta Conference|볼타 회의(Volta Conference)] 회의에서 보어는 하이젠베르크의 불확정성 관계가 광학 기기의 분해능에 대한 고전적 고려에서 도출될 수 있다고 강조했다. 보어는 상보성의 진정한 의미를 이해하려면 "더 면밀한 조사"가 필요하다고 믿었다. 아인슈타인은 자신이 기여한 확률론적 새로운 양자 물리학보다 고전 물리학의 결정론을 선호했다. 양자 역학의 새로운 측면에서 발생한 철학적 문제는 널리 알려진 토론 주제가 되었다. 아인슈타인과 보어는 평생 동안 그러한 문제에 대해 선의의 논쟁을 벌였다.
1914년 칼스버그 양조의 상속인인 칼 자콥슨Carl Jacobsen은 그의 저택(칼스버그 명예 거주지, 현재는 칼스버그 아카데미로 알려져 있다)을 과학, 문학 또는 예술에 가장 두드러진 공헌을 한 덴마크 사람이 명예 거주지(덴마크어: Æresbolig)로 평생 사용하도록 유산으로 남겼다. 하랄드 회프딩이 첫 번째 거주자였으며 1931년 7월 그가 사망하자 왕립 덴마크 과학 및 문학 아카데미(Royal Danish Academy of Sciences and Letters)는 보어에게 점유권을 부여했다. 그와 그의 가족은 1932년에 그곳으로 이사했다. 1939년 3월 17일 그는 그 아카데미의 회장으로 선출되었다.
1929년까지 베타 붕괴 현상으로 인해 보어는 에너지 보존 법칙을 포기해야 한다고 다시 제안했지만 엔리코 페르미의 가상 중성미자와 1932년 중성자의 발견은 또 다른 설명을 제공했다. 이로 인해 보어는 1936년에 핵에 의해 중성자가 포획될 수 있는 방법을 설명하는 복합 핵(compound nucleus)에 대한 새로운 이론을 만들었다. 이 모형에서 핵은 액체 방울처럼 변형될 수 있다. 그는 1938년 갑자기 사망한 덴마크 물리학자 프리츠 칼카르Fritz Kalckar라는 새로운 협력자와 함께 이 문제를 연구했다.
1938년 12월 오토 한의 핵분열 발견(및 리제 마이트너의 이론적 설명)은 물리학자들 사이에서 큰 관심을 불러일으켰다. 보어는 이 소식을 미국에 가져왔고 1939년 1월 26일 페르미와 함께 제5차 워싱턴 이론 물리학 회의를 열었다. 보어가 조지 프라제크Georg Placzek에게 이것이 초우라늄 원소의 모든 미스터리를 해결했다고 말했을 때 플라제크는 그에게 아직 하나, 즉 우라늄의 중성자 포획 에너지가 붕괴 에너지와 일치하지 않는다는 점이 남아 있다고 말하였다. 보어는 몇 분 동안 그것에 대해 생각한 다음 플라제크, 레옹 로젠펠드Léon Rosenfeld 및 존 휠러에게 "나는 모든 것을 이해했다."라고 발표했다. 핵의 액체 방울 모형에 기초하여 보어는 열 중성자와 핵분열을 주로 담당한 것은 더 풍부한 우라늄-238이 아니라 우라늄-235 동위원소이라고 결론지었다. 1940년 4월, 존 R. 더닝John R. Dunning은 보어가 옳았다는 것을 증명했다. 한편, 보어와 휠러는 "핵분열의 메커니즘"에 관한 1939년 9월 논문에 발표한 이론적인 취급을 개발했다.

## 철학
하이젠베르크는 보어에 대해 그는 "물리학자가 아니라 주로 철학자"라고 말했다. 보어는 19세기 덴마크 기독교 실존주의 철학자 쇠렌 키에르케고르를 읽었다. 리차드 로데스Richard Rhodes는 《원자폭탄의 제조(The Making of the Atomic Bomb)》에서 보어가 회프딩을 통해 키에르크고르의 영향을 받았다고 주장했다. 1909년, 보어는 생일 선물로 동생에게 키에르케고르의 《인생길의 여러 단계(Stages on Life's Way)》를 보냈다. 동봉된 편지에서 보어는 "집에 보내야 할 것은 이것뿐이지만 더 좋은 것을 찾기가 그리 쉽지는 않을 것 같다 … 내가 읽은 것 중 가장 매혹적인 것 중 하나라고 생각한다.." 보어는 키에르케고르의 언어와 문학 스타일을 즐겼지만 키에르케고르의 철학에는 약간의 의견이 일치하지 않는다고 언급했다. 보어의 전기 작가 중 일부는 이 불일치는 키에르케고르의 기독교 옹호에서 비롯되었으며, 보어는 무신론자였다고 시사했다.
키에르케고르가 보어의 철학과 과학에 어느 정도 영향을 미쳤는지에 대해 약간의 논쟁이 있어왔다. 데이비드 파브홀트David Favrholdt는 키에르케고르가 액면 그대로 키에르케고르에 동의하지 않는다는 보어의 진술을 받아 보어의 작업에 최소한의 영향을 미쳤다고 주장했지만, 얀 페이Jan Faye는 이론의 일반적인 전제와 구조를 수용하지만 이론의 내용에 동의하지 않을 수 있다고 주장했다.

### 양자 물리학

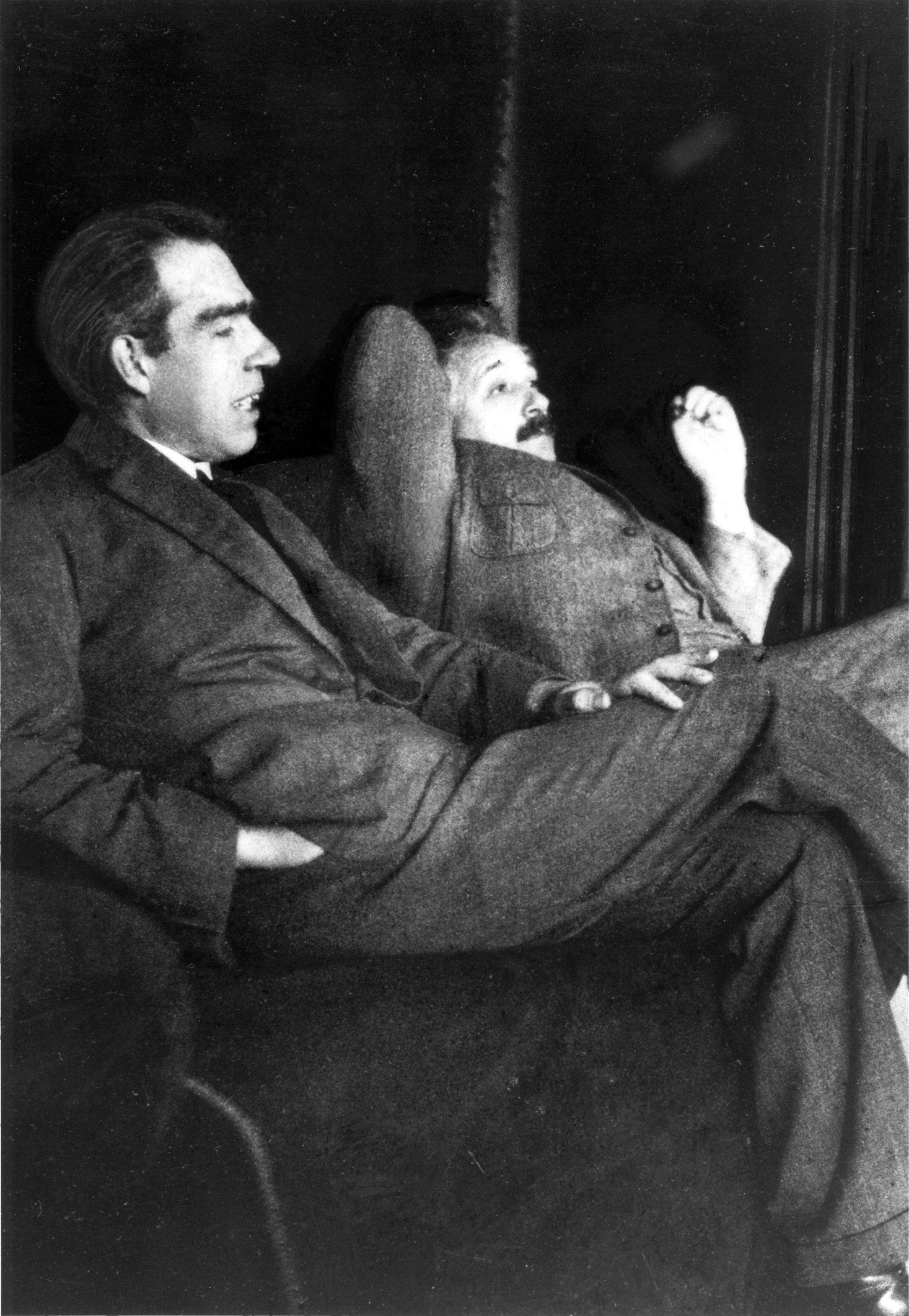
닐스 보어와 아인슈타인이 레이던의 파울의 집에서 양자 이론에 대해 토론하는 모습 1925년

양자 역학에 대한 보어의 견해와 철학에 대한 많은 후속 토론과 토론이 있었다. 양자 세계에 대한 존재론적 해석과 관련하여 보어는 반실재론자, 도구주의자, 현상학적 실재론자 또는 다른 종류의 실재론자로 여겨져 왔다. 더욱이 일부 사람들은 보어를 주관주의자나 실증주의자로 보았지만, 대부분의 철학자들은 보어가 검증주의(verificationism)나 대상이 측정 결과에 직접적인 영향을 미쳤다는 생각을 주장한 적이 없기 때문에 이것이 보어에 대한 오해라는 데 동의한다.
보어는 "양자 세계는 없고 추상적인 양자 물리적 설명"만 있을 뿐이라는 말을 자주 인용된다. 이것은 보어가 말한 것이 아니라 보어의 사후 회상으로 보어의 철학을 요약하려고 시도한 아게 페테르센Aage Petersen이 말한 것이다. N. 데이비드 머민David Mermin은 빅토어 바이스코프가 보어가 그런 종류의 말을 하지 않았을 것이라고 선언하고 "보어의 입에 그런 우스꽝스러운 말을 한 것에 대해 아게 페테르센이 부끄럽다!"라고 회상했다.
많은 학자들은 임마누엘 칸트의 철학이 보어에게 강한 영향을 미쳤다고 주장해 왔다. 칸트처럼 보어는 주체의 경험과 대상을 구분하는 것이 지식을 얻기 위한 중요한 조건이라고 생각했다. 이것은 대상의 경험을 기술하기 위해 인과적 및 공간적-시간적 개념의 사용을 통해서만 수행될 수 있다.  따라서 얀 페이Jan Faye에 따르면 보어는 "공간", "위치", "시간", "인과" 그리고 "운동량"과 같은 "고전적" 개념 덕분에 대상과 대상의 객관적 존재에 대해 이야기할 수 있다고 생각했다. 보어는 "시간"과 같은 기본 개념이 우리의 일상 언어에 내장되어 있으며 고전 물리학의 개념은 단지 그것들의 정제일 뿐이라고 주장했다. 따라서, 보어를 위해서는, 우리는 양자 세계를 다루는 실험을 설명하기 위해 고전적인 개념을 사용해야 한다. 보어가 쓰기를:
현상이 고전적 물리적 설명의 범위를 초월하더라도 모든 증거에 대한 설명은 고전적 용어로 표현되어야 함을 인식하는 것이 결정적이다. 그 주장은 단순히 '실험'이라는 단어는 우리가 한 것과 우리가 배운 것을 다른 사람들에게 말할 수 있는 상황을 말하며, 그러므로, 실험 배열과 관찰 결과에 대한 설명은 반드시 고전 물리학 용어를 적절하게 적용하여 명확한 언어로 표현해야 한다(APHK, p. 39). 
페이에 따르면 보어가 양자 현상을 설명하는 데 고전적 개념이 필요하다고 믿었던 이유에 대한 다양한 설명이 있다. 페이는 설명을 다음의 다섯 가지 틀로 분류하나: 경험주의(즉, 논리실증주의); 칸트주의(또는 고전적 아이디어는 마음이 감각 인상에 부과하는 선험적 개념이라는 신칸트주의 학파의 인식론); 실용주의(인간이 경험적으로 필요와 관심에 따라 원자 체계를 가지고 상호 작용하는 방법에 중점을 둔다.); 다윈주의(즉, 우리는 고전적 유형 개념을 사용하도록 적응되었으며, 레옹 로젠펠드는 우리가 이러한 개념을 사용하도록 진화했다고 말했다); 그리고 실험주의(고전적으로 기술되어야 하는 실험의 결과와 기능에 엄격하게 초점을 맞추는). 이러한 설명은 상호 배타적이지 않으며, 어떤 때는 보어는 다른 요소를 강조하는 것처럼 보이지만, 때때로 이러한 양상들을 강조한다. 패이에 따르면 "보어는 원자를 실재하는 것으로 생각했다. 원자는 발견적이거나 논리적인 구성이 아니다." 그러나 페이에 따르면 그는 "양자역학 형식주의가 우리에게 양자 세계의 상징적 표현이 아니라 한 문자적인 것('그림으로 나타낸 것')을 제공했다는 점에서 참이라고 믿지 않았다. 따라서 보어의 상보성의 아론은 "다른 무엇보다도 어떤 존재론적 암시를 수반하는 양자역학의 의미론적이고 인식론적인 해석이다." 페이가 설명하듯이 보어의 '정의불가능성 논문(indefinability thesis)'은
특정 운동학적 또는 동적 값을 한 원자 대상에 부여하는 문장의 참 조건(truth condition)은 관련된 장치에 따라 달라지므로, 이러한 참 조건들은 실험적 설정과 더불어 실험의 실제 결과에 대한 참조를 포함해야 한다.
페이는 보어의 해석이 "측정 중 파동 함수의 붕괴"에 대해 참조하지 않는다는 점에 주목한다 (실제로 그는 이 아이디어를 언급한 적이 없다). 대신 보어는 "ψ-함수가 상징적인 의미를 가질 뿐 실제적인 것을 나타내지 않는다고 믿었기 때문에 보른 통계적 해석을 수용했다." 보어로서는, ψ-함수는 실재의 한 문자적 그림적(literal pictorial) 표현이 아니기 때문에, 파동 함수의 실제 붕괴는 있을 수 없다.
최근 문헌에서 많은 논쟁거리가 된 점은 보어가 원자와 원자의 실재성에 대해 무엇을 믿었는지, 그리고 원자가 겉으로 보이는 것과 다른 무엇인지에 대한 것이다. 헨리 폴스Henry Folse와 같은 일부는 보어가 관찰된 현상과 선험적 살재 사이의 구별을 보았다고 주장한다. 얀 파예는 이 입장에 동의하지 않으며, 보어에게는 양자 세계에 대해 말할 수 있는 유일한 것은 양자 형식주의와 상보성이며 또한 "보어의 글에는, 그가 한 원자적 대상에, 측정에서 나타나는 고전적 속성에 더하여, (우리에게 이해하기 어렵고 접근할 수 없지만)
내재적이고 측정-독립적인 상태 속성에 귀속시키려 했다는 것을 나타나는 더 이상의 어떤 증거는 없다."는 견해를 가지고 있다.

## 나치즘과 제2차 세계대전
독일에서 나치즘이 부상하자 많은 학자들이 유대인이거나 나치 정권의 정치적 반대자라는 이유로 고국을 떠나게 되었다. 1933년 록펠러 재단은 난민 학자들을 지원하기 위한 기금을 만들었으며 보어는 1933년 5월 미국을 방문하는 동안 록펠러 재단 회장인 Max Mason과 이 프로그램에 대해 논의했다. 보어는 난민들에게 연구소에서 임시 일자리를 제공하고, 재정적 지원을 제공하고, 록펠러 재단의 펠로우십을 받을 수 있도록 주선했으며, 궁극적으로 전 세계의 기관에 자리를 마련했다. 그가 도운 사람들은 귀도 벡Guido Beck, 펠릭스 블로흐, 제임스 프랑크, 게오르그 드 헤베시, 오토 프리쉬Otto Frisch, 힐데 레비Hilde Levi, 리제 마이트너, 조지 플라제크George Placzek, 유진 라비노비치Eugene Rabinowitch, 스테판 로젠탈Stefan Rozental, 에리히 에른스트 슈나이더Erich Ernst Schneider, 에드워드 텔러, 아서 폰 히펠Arthur von Hippel 및 빅토어 바이스코프이다.
1940년 4월, 제2차 세계 대전 초기, 나치 독일은 덴마크를 침공하여 점령했다. 독일인들이 막스 폰 라우에와 제임스 프랑크의 노벨상 금메달을 발견하는 것을 방지하기 위해 보어는 드 헤베시에게 왕수에 그것들을 녹이게 했다. 이 형태로, 그들은 전쟁이 끝난 후 금이 침전되고 노벨 재단이 메달을 다시 주조될 때까지 연구소의 선반에 보관되었다. 보어 자신의 메달은 핀란드 구호 기금에 경매로 기부되었으며 1940년 3월 아우구스트 크로그의 메달과 함께 경매에 부쳐졌다. 구매자는 나중에 두 개의 메달을 프레데릭스보르 성에 있는 덴마크 역사 박물관에 기증했으며 그곳에서 여전히 보관되고 있다.
보어는 연구소를 계속 운영했지만 외국 학자들은 모두 떠났다.

### 하이젠베르크와의 만남

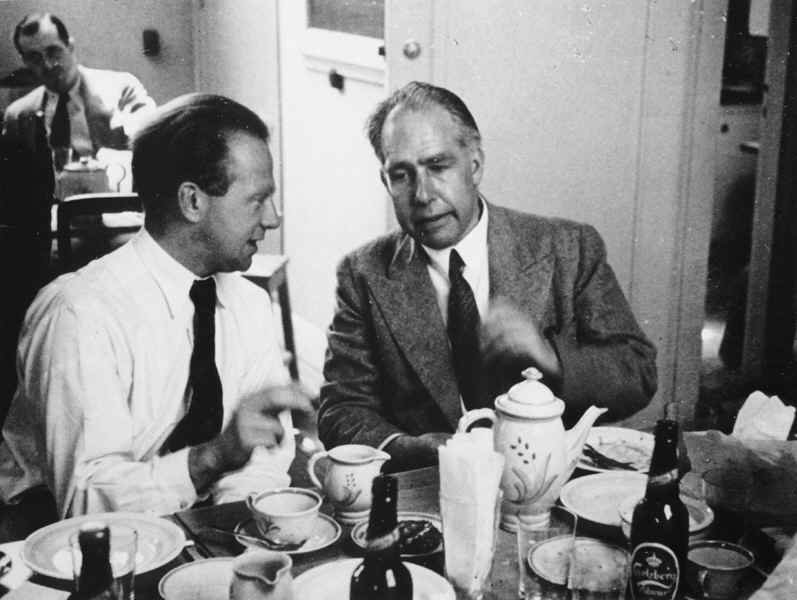
베르너 하이젠베르크(왼쪽) 닐스 보어와 함께, 1934년 코펜하겐 회의에서

보어는 전쟁이 시작되기 직전과 직후 영국과 덴마크의 강연에서 우라늄-235를 사용하여 원자폭탄을 만들 수 있다는 가능성을 알고 있었지만 충분한 양의 우라늄-235를 추출하는 것이 기술적으로 가능하다고 믿지 않았다. 1941년 9월, 독일 핵 에너지 프로젝트의 수장이 된 하이젠베르크는 코펜하겐의 보어를 방문했다. 이날 만남에서 두 사람은 외부에서 사적인 시간을 보냈고, 그 내용은 서로 다른 설명을 하여 많은 추측을 불러 일으켰다. 하이젠베르크에 따르면, 그는 핵 에너지, 도덕 및 전쟁을 다루기 시작했으며, 이에 대해 보어는 하이젠베르크에게 자신의 의견에 대한 힌트를 주지 않고 갑자기 대화를 종료함으로써 반응한 것으로 보인다. 하이젠베르크의 학생이자 친구인 이반 수펙Ivan Supek은 회의의 주요 주제가 카를 프리드리히 폰 바이츠제커라고 주장했는데, 그는 영국과 독일 사이의 평화를 중재하기 위해 보어를 설득하려고 제안했다.
1957년 하이젠베르크는 로베르트 융크Robert Jungk에게 편지를 썼는데 당시 그는 《천 개의 태양보다 밝은ː 원자 과학자들에 대한 개인적 역사 (Brighter than a Thousand Suns: A Personal History of the Atomic Scientists)》라는 책을 쓰고 있었다. 하이젠베르크는 자신이 여러 독일 과학자들의 견해를 보어에게 전달하기 위해 코펜하겐을 방문했으며, 핵무기 생산은 엄청난 노력으로 가능했으며, 이는 양측의 세계 과학자들에게 막중한 책임을 제기했다고 설명했다. 보어는 책의 덴마크어 번역에서 융크의 묘사를 보았을 때, 그는 하이젠베르크의 방문 목적을 결코 이해하지 못했으며, 하이젠베르크에 보내기 위하여 독일이 전쟁에서 승리할 것이며 핵무기가 결정적일 수 있다는 하이젠베르크의 의견에 충격을 받았다는 것을 언급하는 편지의 초안을 작성했다(그러나 보내지 않았다).
마이클 프레인Michael Frayn의 1998년 연극 《코펜하겐》은 1941년 하이젠베르크와 보어의 만남에서 무슨 일이 일어났는지 탐구한다.  연극의 BBC 텔레비전 영화 버전은 2002년 9월 26일에 스티븐 레이가 보어로, 다니엘 크레이그가 하이젠베르크로 출연하여 처음 상영되었다. 같은 회의는 1992년 BBC의 호라이즌(Horizon) 과학 다큐멘터리 시리즈로 이전에 각색되었으며, 앤서니 베이트Anthony Bate가 보어로, 필립 앤서니Philip Anthony가 하이젠베르크로 출연했다. 이 회의는 노르웨이/덴마크/영국 미니시리즈 《더 헤비 워터 워(The Heavy Water War)》로 각색되었다.

### 맨해튼 프로젝트
1943년 9월 보어와 그의 형제 하랄드에게 나치는 그들의 어머니가 유대인이었기 때문에 나치는 그들의 가족을 유대인으로 간주했으며 따라서 그들이 체포될 위험에 있다는 소식을 들었다. 덴마크 저항군은 보어와 그의 아내가 9월 29일 바다를 통해 스웨덴으로 탈출하는 것을 도왔다. 다음날 보어는 스웨덴의 국왕 구스타프 5세를 설득하여 스웨덴이 유대인 난민들에게 망명을 제공할 의사가 있음을 발표했다. 1943년 10월 2일, 스웨덴 라디오는 스웨덴이 망명을 제안할 준비가 되었다고 방송했고, 그 후 동족에 의한 대규모의 덴마크 유대인의 구조가 신속하게 뒤따랐다. 일부 역사가들은 보어의 행동이 대규모 구출로 이어졌다고 주장하는 반면, 다른 역사가들은 보어가 동포를 위해 할 수 있는 모든 일을 했지만 그의 행동이 더 넓은 범위의 사건에 결정적인 영향을 미치지는 못했다고 주장한다. 결국 7,000명이 넘는 덴마크계 유태인들이 스웨덴으로 탈출했다.

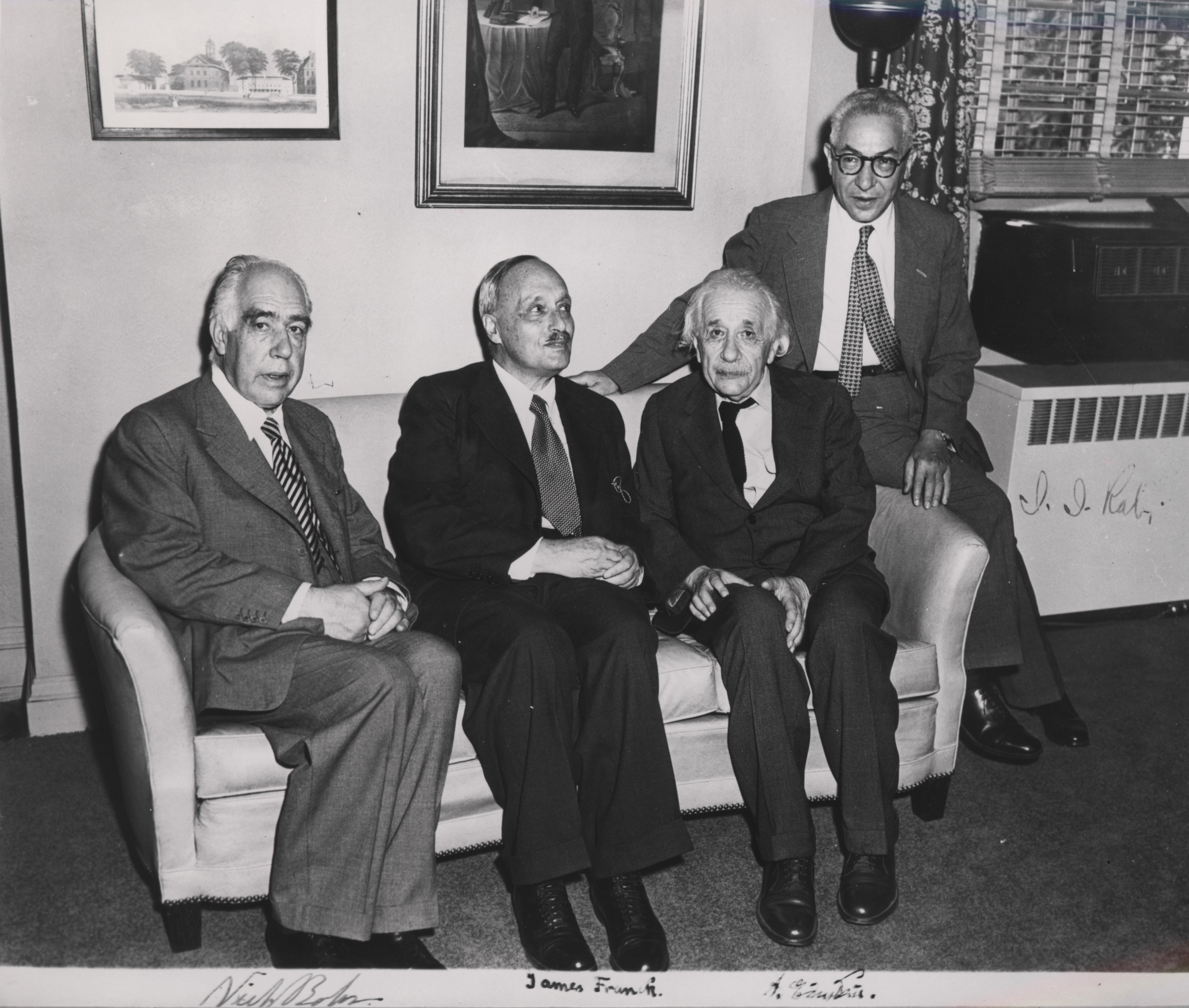
보어와 제임스 프랑크, 알베르트 아인슈타인, 이지도어 아이작 라비(왼쪽부터)

보어가 탈출했다는 소식이 영국에 전해지자 처웰 경Lord Cherwell은 보어에게 전보를 보내 그에게 영국으로 와달라고 요청했다. 보어는 10월 6일 영국해외항공(BOAC)에서 운영하는 드 하빌랜드 모스키토를 타고 스코틀랜드에 도착했다. 모스키토는 작고 귀중한 화물이나 중요한 승객을 실어 나르기 위해 개조된 비무장 고속 폭격기였다. 고속 및 높은 고도 비행을 통해 독일이 점령한 노르웨이를 가로질러 독일 전투기를 피할 수 있었다. 낙하산, 비행복 및 산소 마스크를 착용한 보어는 항공기의 폭탄 구역(bomb bay)에 있는 매트리스에 누워 3시간 동안 비행했다. 비행 중 보어는 비행 헬멧이 너무 작아서 비행 헬멧을 착용하지 않았고 결과적으로 항공기가 노르웨이 상공을 위해 높은 고도로 올라갈 때 산소 공급 장치를 켜라는 조종사의 인터콤 지시를 듣지 못했다. 그는 산소 결핍으로 기절했고 항공기가 북해 상공의 낮은 고도로 하강했을 때만 소생했다. 보어의 아들 오게는 일주일 후 다른 비행기를 타고 아버지를 따라 영국으로 갔고 그의 개인 비서가 되었다.
보어는 제임스 채드윅과 존 앤더슨John Anderson경의 열렬한 환영을 받았지만, 보안상의 이유로 보어는 눈에 뜨이지 않았다. 그는 세인트제임스궁의 아파트와 영국 튜브 앨로이스 핵무기 개발 팀의 사무실을 제공 받았다. 보어는 그 동안의 발전에 놀랐다. 채드윅은 보어가 튜브 앨로이스 컨설턴트로서 미국을 방문하고 오게를 조수로 하도록 주선했다. 1943년 12월 8일, 보어는 워싱턴 DC에 도착하여 맨해튼 계획 책임자인 레슬리 그로브스 준장을 만났다. 그는 뉴저지 프린스턴에 있는 고등연구소에서 아인슈타인과 파울리를 방문하고 핵무기가 설계되고 있던 뉴멕시코의 로스앨러모스로 갔다. 보안상의 이유로 그는 미국에서 "나콜라스 베이커Nicholas Baker"라는 이름으로, 오게는 "제임스 배이커James Baker"로 이름을 바꾸었다. 1944년 5월 덴마크의 레지스탕스 신문 디 프리 댄스키(De frie Danske)는 전년도 10월에 '덴마크 교수 닐스 보어의 유명한 아들'이 그의 나라를 떠나 스웨덴을 거쳐 런던으로 그리고 그는 거기서 전쟁 지원으로 추청될수 있는 모스크바로 여행한 것을 알게 되었음을 보도했다.
보어는 로스앨러모스에만 머물지 않고 다음 2년 동안 일련의 연장된 방문을 했다. 로버트 오펜하이머는 보어가 "젊은 남성들, 특히 리처드 파인먼에게 과학적 아버지 역할을 하는 것"의 공로를 인정했다. 보어는 "그들은 원자 폭탄을 만드는 데 내 도움이 필요하지 않다."라고 말했다. 오펜하이머는 변조된 중성자 개시자(Modulated neutron initiator)에 대한 작업에 대한 중요한 기여에 대해 보어에게 공을 돌렸다. 오펜하이머는 "이 장치는 완고한 수수께끼로 남아 있었지만 1945년 2월 초에 닐스 보어는 해야 할 일을 명확히 했다."라고 말했다.
보어는 핵무기가 국제 관계를 변화시킬 것이라는 것을 일찍부터 인식했다. 1944년 4월, 그는 보어가 스웨덴에 있을 때 몇 달 전에 쓰여진 것으로 표트르 카피차로부터 그를 소련으로 초대하는 편지를 받았다. 그 편지는 소련이 영미 프로젝트를 알고 있고 따라잡기 위해 노력할 것이라고 보어에게 확신시켰다. 그는 카피차에 약속하지 않은 응답을 보냈고, 게시하기 전에 이를 영국 당국에 보여주었다. 보어는 1944년 5월 16일 처칠을 만났지만 "우리는 같은 언어를 사용하지 않았다"는 사실을 알게 되었다. 처칠은 자신의 편지에서 "내게는 보어는 감금되어야 하거나 혹은 그가 치명적인 범죄에 매우 가까이 있다는 것을 어떤 식으로든 알게 하여야 할 것으로 보였다."라고 한 점에서 러시아인에 대한 개방이라는 그의 아이디어에 대해 동의하지 않았다.
오펜하이머는 보어가 프랭클린 D. 루즈벨트 대통령을 방문하여 맨해튼 계획이 결과를 가속화하기 위해 소련과 공유되어야 한다고 설득할 것을 제안했다. 보어의 친구인 대법관 펠릭스 프랑크푸르터Felix Frankfurter는 보어의 의견을 루즈벨트 대통령에게 알렸고 두 사람의 만남은 1944년 8월 26일에 있었다. 루즈벨트는 보어가 영국의 승인을 얻기 위해 영국으로 돌아갈 것을 제안했다. 처칠과 루즈벨트가 1944년 9월 19일 하이드 파크에서 만났을 때, 그들은 이 프로젝트에 대해 세상에 알리는 아이디어를 거부했으며, 그리고 그들 대화의 기억-보조문(aide-mémoire)은 "보어 교수의 활동에 대해 조사와 또한, 특히 러시아인에게, 정보 누출에 대한 책임이 없다는 것을 확인하기 위한 단계가 있어야 한다"는 첨부를 포함했다.
1950년 6월, 보어는 원자핵 에너지에 관한 국제 협력을 촉구하는 "공개 서한"을 국제 연합에 보냈다. 1950년대 소련의 첫 번째 핵무기 실험 이후 보어의 제안에 따라 국제 원자력 기구가 창설되었다. 1957년 그는 최초의 평화를 위한 원자 상(Atoms for Peace Award)을 수상했다.

## 말년

보어의 문장, 1947년. 은색(Argent), 귈스(Gules)와 세이블(Sable) '태극도' (음양 기호). 모토: Contraria sunt complementa ("반대는 상보적이다").

전쟁이 끝나자 보어는 1945년 8월 25일 코펜하겐으로 돌아왔고 9월 21일 덴마크 왕립 예술 과학 아카데미의 회장으로 재선되었다. 1947년 10월 17일 아카데미에서 4월에 사망한 크리스티안 10세를 위한 추도식에서 새로운 왕 프리드리히 9세가 보어에게 코끼리 훈장(Order of the Elephant)을 수여한다고 발표했다. 이 상은 일반적으로 왕족과 국가 원수에게만 수여되었지만 왕은 보어 개인뿐만 아니라 덴마크 과학에 영예를 안겼다고 말했다. 보어는 태극도(음양의 상징)와 라틴어 모토인 contraria sunt complementa, "반대는 상보적이다"를 특징으로 하는 자신의 문장 (상징)을 디자인했다.
제2차 세계 대전은 과학, 특히 물리학이 이제 상당한 재정적, 물질적 자원을 필요로 한다는 것을 보여주었다. 미국으로의 두뇌 유출을 피하기 위해 유럽 12개국이 연합하여 미국 국립 연구소의 라인에 따른 연구 조직으로, 그 중 어느 한 곳의 자원을 넘어 거대과학(Big Science) 프로젝트를 수행하도록 설계된, 유럽 입자 물리 연구소(CERN)을 만들었다. 시설을 위한 최적의 위치에 대한 질문이 곧 제기되었다. 보어와 크라머르스는 코펜하겐의 연구소가 이상적인 장소가 될 것이라고 생각했다. 예비 토론을 조직한 피에르 오제Pierre Auger는 동의하지 않았다. 그는 보어와 그의 연구소 모두 전성기가 지났으며 보어의 존재가 다른 사람들을 압도할 것이라고 생각했다. 오랜 토론 끝에 보어는 1952년 2월에 CERN에 대한 지원을 약속했고 10월에 제네바가 부지로 선택되었다. CERN 이론 그룹은 1957년에 제네바에 새 숙소가 준비될 때까지 코펜하겐에 있었다. 훗날 CERN의 사무총장(Director General)이 된 빅토어 바이스코프는 보어의 역할을 "유럽 입자 물리 연구소의 아이디어를 시작하고 구상한 다른 인물들도 있었다. 그러나, 그위업의 사람이 그것을 지지하지 않았다면, 다른 사람들의 열정과 아이디어만으로는 충분하지 않았을 것이다."라고 말함으로써 요약했다.
한편, 스칸디나비아 국가들은 1957년에 보어를 의장으로 하는 노르딕 이론물리학 연구소(Nordic Institute for Theoretical Physics)를 설립했다. 그는 또한 덴마크 원자력위원회의 연구기관 리소(Research Establishment Risø of the Danish Atomic Energy Commission) 설립에 참여했으며 1956년 2월부터 초대 의장을 역임했다.
보어는 1962년 11월 18일 칼스버그에 있는 자택에서 심부전으로 사망했다. 그는 화장되었고 그의 유해는 그의 부모, 그의 형제 하랄드, 그의 아들 크리스티안과 함께 코펜하겐의 뇌레브로(Nørrebro) 구역에 있는 어시스텐스 묘지(Assistens Cemetery)의 가족 묘역에 묻혔다. 몇 년 후, 그의 아내의 유해도 그곳에 안장되었다. 그의 80번째 생일이었던 1965년 10월 7일에 코펜하겐 대학의 이론물리학 연구소는 공식적으로 이름이 수년간 비공식적으로 불리던 닐스 보어 연구소로 개명되었다.

## 수상
보어는 수많은 영예와 찬사를 받았다. 노벨상 외에도 1921년 휴즈 메달 (Hughes Medal), 1923년 마테우치 메달, 1926년 프랭클린 메달(Franklin Medal), 1938년 코플리 메달, 1947년 코끼리 훈장, 1947년 평화를 위한 원자 상과 1957년과 1961년 소닝상(Sonning Prize)을 받았다. 그는 1923년에 네덜란드 왕립 예술 과학 아카데미의 외국인 회원, 1925년 미국국립과학원의 국제 회원, 1926년에는 왕립학회의 외국인 회원, 1940년 미국철학학회의 국제 회원, 그리고 1945년 미국 예술 과학 아카데미의 국제 명예 회원이 되었다. 보어 모형의 반세기는 1963년 11월 21일 덴마크에서 보어, 수소 원자 및 두 수소 에너지 준위의 차이 공식: {\displaystyle {\displaystyle h\nu =\epsilon _{2}-\epsilon _{1}}} 을 나타내는 기념 우표와 함께 기념되었다. 다른 여러 국가에서도 보어를 묘사한 우표를 발행했다. 1997년, 덴마크 국립은행은 보어가 파이프 담배를 우는 초상화와 함께 500크로네권 지폐를 유통하기 시작했다. 2012년 10월 7일, 닐스 보어의 127번째 생일을 기념하여 구글의 홈페이지에 수소 원자의 보어 모형을 묘사한 구글 두들이 등장했다. 소행성 3948 보어는 그의 이름을 따서 명명되었으며,보어 달분화구와 원자번호 107번의 화학 원소인 보륨도 그러했다.

## 저서 목록

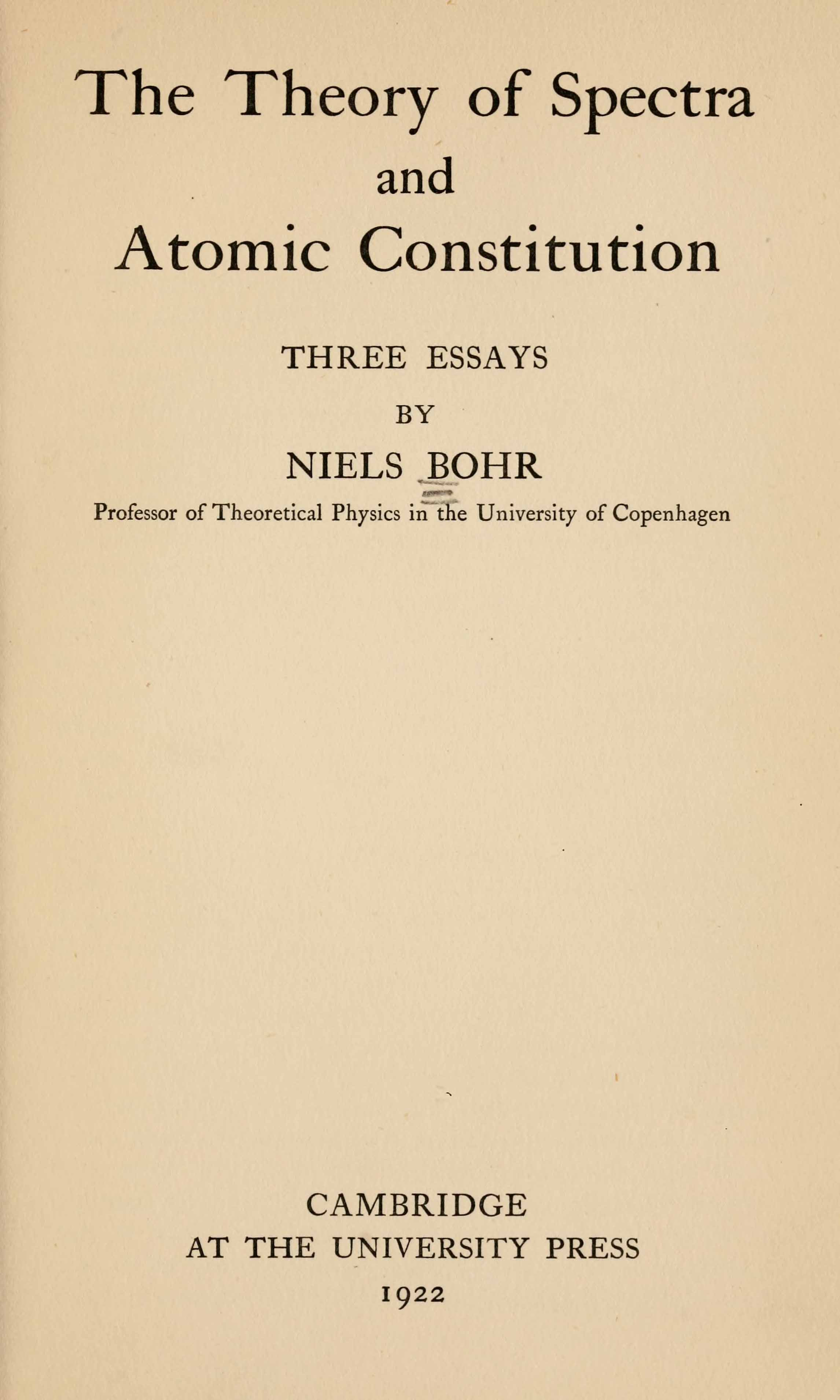
《스팩트럼과 원자 구성의 이론 삼부작 (Drei Aufsätze über Spektren und Atombau)》, 1922년

- Bohr, Niels (1922). The Theory of Spectra and Atomic Constitution; three essays. Cambridge: Cambridge University Press.
- —— (2008). Nielsen, J. Rud (ed.). Volume 1: Early Work (1905–1911). Amsterdam: Elsevier.
- —— (2008). Nielsen, J. Rud (ed.). Volume 2: Work on Atomic Physics (1912–1917). Amsterdam: Elsevier.
- —— (2008). Nielsen, J. Rud (ed.). Volume 3: The Correspondence Principle (1918–1923). Amsterdam: Elsevier.
- —— (2008). Nielsen, J. Rud (ed.). Volume 4: The Periodic System (1920–1923). Amsterdam: Elsevier.
- —— (2008). Stolzenburg, Klaus (ed.). Volume 5: The Emergence of Quantum Mechanics (mainly 1924–1926). Amsterdam: Elsevier.
- —— (2008). Kalckar, Jørgen (ed.). Volume 6: Foundations of Quantum Physics I (1926–1932). Amsterdam: Elsevier.
- —— (2008). Kalckar, Jørgen (ed.). Volume 7: Foundations of Quantum Physics I (1933–1958). Amsterdam: Elsevier.
- —— (2008). Thorsen, Jens (ed.). Volume 8: The Penetration of Charged Particles Through Matter (1912–1954). Amsterdam: Elsevier.
- —— (2008). Peierls, Rudolf (ed.). Volume 9: Nuclear Physics (1929–1952). Amsterdam: Elsevier.
- —— (2008). Favrholdt, David (ed.). Volume 10: Complementarity Beyond Physics (1928–1962). Amsterdam: Elsevier.
- —— (2008). Aaserud, Finn (ed.). Volume 11: The Political Arena (1934–1961). Amsterdam: Elsevier.
- —— (2008). Aaserud, Finn (ed.). Volume 12: Popularization and People (1911–1962). Amsterdam: Elsevier.
- —— (2008). Aaserud, Finn (ed.). Volume 13: Cumulative Subject Index. Amsterdam: Elsevier.

## 같이 보기
- EPR paradox

## 참고 문헌
- Aaserud, Finn (2006). Kokowski, M. (ed.). Niels Bohr's Mission for an 'Open World 보관됨 2011-09-02 - 웨이백 머신'. (PDF). Proceedings of the 2nd ICESHS. Cracow. pp. 706–709. Retrieved 26 June 2011.
- Aaserud, Finn; Heilbron, J. L. (2013). Love, Literature and the Quantum Atom: Niels Bohr's 1913 Trilogy Revisited. Oxford: Oxford University Press.
- Bohr, Niels (1985) [1922]. "Nobel Prize Lecture: The Structure of the Atom (excerpts)". In French, A. P.; Kennedy, P. J. (eds.). Niels Bohr: A Centenary Volume. Cambridge, Massachusetts: Harvard University Press. pp. 91–97
- Bohr, Niels (1985) [1949]. "The Bohr-Einstein Dialogue". In French, A. P.; Kennedy, P. J. (eds.). Niels Bohr: A Centenary Volume. Cambridge, Massachusetts: Harvard University Press. pp. 121–140.
  - Excerpted from: Bohr, Niels (1949). "Discussions with Einstein on Epistemological Problems in Atomic Physics". In Schilpp, Paul Arthur (ed.). Albert Einstein: Philosopher-Scientist. Evanston, Illinois: Library of Living Philosophers. pp. 208–241.
- Camilleri, K.; Schlosshauer, M. (2015). "Niels Bohr as Philosopher of Experiment: Does Decoherence Theory Challenge Bohr's Doctrine of Classical Concepts?". Studies in History and Philosophy of Modern Physics. 49: 73–83. arXiv:1502.06547.
- Cockroft, John D. (1 November 1963). "Niels Henrik David Bohr. 1885–1962"
- Favrholdt, David (1992). Niels Bohr's Philosophical Background.  Copenhagen: Munksgaard.
- Faye, January (1991). Niels Bohr: His Heritage and Legacy. Dordrecht: Kluwer Academic Publishers.
- Gowing, Margaret (1985). "Niels Bohr and Nuclear Weapons". Cambridge, Massachusetts: Harvard University Press. pp. 266–277.
- Heilbron, John L. (1985). "Bohr's First Theories of the Atom". Cambridge, Massachusetts: Harvard University Press. pp. 33–49
- Heisenberg, Elisabeth (1984). Inner Exile: Recollections of a Life With Werner Heisenberg. Boston: Birkhäuser.
- Hilberg, Raul (1961). The Destruction of the European Jews. 2. New Haven, Connecticut: Yale University Press.
- Honner, John (March 1982). "The Transcendental Philosophy of Niels Bohr". 13 (1): 1–29
- Hund, Friedrich (1985). "Bohr, Göttingen, and Quantum Mechanics". In French, A. P.; Kennedy, P. J. (eds.). Niels Bohr: A Centenary Volume. Cambridge, Massachusetts: Harvard University Press. pp. 71–75.
- Jammer, Max (1989). The Conceptual Development of Quantum Mechanics. Los Angeles: Tomash Publishers.
- Jones, R . V. (1978). Most Secret War. London: Hamilton.
- Jones, R. V. (1985). "Meetings in Wartime and After". In French, A. P.; Kennedy, P. J. (eds.). Niels Bohr: A Centenary Volume. Cambridge, Massachusetts: Harvard University Press. pp. 278–287
- Kennedy, P. J. (1985). "A Short Biography". In French, A. P.; Kennedy, P. J. (eds.). Niels Bohr: A Centenary Volume. Cambridge, Massachusetts: Harvard University Press. pp. 3–15
- Kieler, Jørgen (2007). Resistance Fighter: A Personal History of the Danish Resistance. Translated from the Danish by Eric Dickens. Jerusalem: Gefen Publishing House.
- Kragh, Helge (1985). "The Theory of the Periodic System". In French, A. P.; Kennedy, P. J. (eds.). Niels Bohr: A Centenary Volume. Cambridge, Massachusetts: Harvard University Press. pp. 50–67
- Kragh, Helge (2012). Niels Bohr and the quantum atom: the Bohr model of atomic structure, 1913–1925. Oxford: Oxford University Press.
- Medawar, Jean; Pyke, David (2001). Hitler's Gift: The True Story of the Scientists Expelled by the Nazi Regime. New York: Arcade Publishing.
- MacKinnon, Edward (1985). "Bohr on the Foundations of Quantum Theory". In French, A. P.; Kennedy, P. J. (eds.). Niels Bohr: A Centenary Volume. Cambridge, Massachusetts: Harvard University Press. pp. 101–120.
- McEvoy, Paul (2001). Niels Bohr: Reflections on Subject and Object. Theory of interacting systems. 1. San Francisco: Microanalytix.
- Mermin, N. David (2004). "What's Wrong With This Quantum World?". Physics Today. 52 (2): 10. bibcode:2004PhT....57b..10M
- Pais, Abraham (1991). Niels Bohr's Times, In Physics, Philosophy and Polity. Oxford: Clarendon Press.
- Powers, Thomas (1993). Heisenberg's War: The Secret History of the German Bomb. New York: Knopf.
- Rhodes, Richard (1986). The Making of the Atomic Bomb. New York: Knopf.
- Richardson, W. Mark; Wildman, Wesley J., eds. (1996). Religion and Science: History, Method, Dialogue. London, New York: Routledge.
- Rife, Patricia (1999). Lise Meitner and the Dawn of the Nuclear Age. Boston: Birkhäuser.
- Rozental, Stefan (1967). Niels Bohr: His Life and Work as Seen by his Friends and Colleagues.  Amsterdam: North-Holland.
- Stadtler, Bea; Morrison, David Beal; Martin, David Stone (1995). The Holocaust: A History of Courage and Resistance. West Orange, New Jersey: Behrman House.
- Stewart, Melville Y. (2010). Science and Religion in Dialogue, Two Volume Set. Maiden, Massachusetts: John Wiley & Sons.
- Stuewer, Roger H. (1985). "Niels Bohr and Nuclear Physics". In French, A. P.; Kennedy, P. J. (eds.). Niels Bohr: A Centenary Volume. Cambridge, Massachusetts: Harvard University Press. pp. 197–220.
- Thirsk, Ian (2006). De Havilland Mosquito: An Illustrated History, Volume 2. Manchester: MBI Publishing Company.
- The Conferences at Quebec 1944. Foreign Relations of the United States. Washington, D.C.: U.S. Government Printing Office. 1972.
- Wheeler, John A. (1985). "Physics in Copenhagen in 1934 and 1935". In French, A. P.; Kennedy, P. J. (eds.). Niels Bohr: A Centenary Volume. Cambridge, Massachusetts: Harvard University Press. pp. 221–226.
- The Coins and Banknotes of Denmark. (PDF). Danmarks Nationalbank. 2005. Archived from the original (PDF) on 23 May 2011.

## 추가 자료
- Aaserud, Finn (February 2002). "Release of documents relating to 1941 Bohr-Heisenberg meeting". Niels Bohr Archive. Archived from the original on 21 October 2012. Retrieved 2 March 2013.
- Blaedel, Niels (1988). Harmony and Unity: The Life of Niels Bohr. Madison, Wisconsin: Science Tech.
- Feilden, Tom (3 February 2010). "The Gunfighter's Dilemma". news.bbc.co.uk. Retrieved 2 March 2013. Bohr's researches on reaction times.
- Moore, Ruth (1966). Niels Bohr: The Man, His Science, and the World They Changed. New York: Knopf.
- Ottaviani, Jim; Purvis, Leland (2004). Suspended in Language: Niels Bohr's Life, Discoveries, and the Century He Shaped. Ann Arbor, Michigan: G.T. Labs.
- Frayn, Michael (2000). Copenhagen. New York: Anchor Books.
- Segrè, Gino (2007). Faust in Copenhagen: A Struggle for the Soul of Physics. New York: Viking.
- Vilhjálmsson, Vilhjálmur Örn; Blüdnikow, Bent (2006). "Rescue, Expulsion, and Collaboration: Denmark's Difficulties with its World War II Past". Jewish Political Studies Review. 18: 3–4.

### 추가 링크
- (영어) 닐스 보어의 초상화가 있는 덴마크의 5백 크로네. 보관됨 2011-12-13 - 웨이백 머신
- (영어) Encyclopaedia Britannica의 닐스 보어에 관한 내용
- (영어) Niels Bohr Archive
- (영어) Nobel Foundation: 닐스 보어 보관됨 2004-08-31 - 웨이백 머신
- (영어) 닐스 보어에 관한 짧은 비디오 다큐멘터리 보관됨 2009-06-28 - 웨이백 머신